# Parti chevreuil
Le Parti chevreuil a été un parti politique provincial québécois ayant eu une courte durée d'activité.
Il acquiert le statut officiel de parti politique le 20 juin 1994, après 15 mois de travail par ses fondateurs, les grossistes de grains Mathieu Trudelle et le professeur Charles Tardif. Ils ont réussi à récolter les 1 000 signatures nécessaires par la loi électorale. Trudelle, qui avait 20 ans à l'époque, a eu l'idée de créer ce parti alors qu'il faisait ses études de sociologie au Cégep de Sherbrooke et voulait savoir comment faire pour créer un nouveau parti politique.
Le nom du parti fait usage de plusieurs jeux de mots de la langue française. Trudelle a dit qu'il a choisi ce nom car le chevreuil est un animal qui a « panache », mais qui peut aussi causer des « ravages ».
En dépit de son drôle de nom, le Parti chevreuil n'était pas conçu comme un parti satirique comme le Parti Rhinocéros ou le Parti citron. Le Parti chevreuil a proposé de réduire le salaire des députés à l'Assemblée nationale de 73 000 $ à 50 000 $, et de mettre fin à leurs régimes de retraite. Ils ont aussi voulu donner un accès plus facile aux hôpitaux à la population, créer un tribunal environnemental, construire des installations de recyclage dans toutes les régions du Québec et créer une piste cyclable qui ferait le tour Québec. Ils étaient également en faveur de la souveraineté du Québec. Ils avaient prévu de financer le parti par la vente de cartes de membre et l'organisation de spectacles.
Le parti a prévu présenter entre 20 et 30 candidats et candidates aux élections québécoises de 1994. Toutefois, le directeur général des élections du Québec, Pierre-F. Coté, a retiré leur statut officiel de parti le 29 août 1994 parce qu'ils n'ont pas réussi à présenter plus de 10 candidats à l'élection. Trudelle et Tardif ne se sont finalement pas présentés comme candidats.